# Retábulo de Heller
O Retábulo de Heller é um tríptico a óleo sobre painel dos artistas renascentistas alemães Albrecht Dürer e Matthias Grünewald, executado entre 1507 e 1509. A obra de arte recebeu o nome de Jakob Heller, que a encomendou. Dürer pintou o interior, Grünewald o exterior.